# Austrosimulium cornutum
Austrosimulium cornutum är en tvåvingeart som beskrevs av Tonnoir 1925. Austrosimulium cornutum ingår i släktet Austrosimulium och familjen knott. Inga underarter finns listade i Catalogue of Life.